# Fußball-Weltmeisterschaft 2010/Neuseeland

## Qualifikation
Die Mannschaft qualifizierte sich über den OFC-Nationen-Pokal 2008 für die Weltmeisterschaft in Südafrika.
Beim OFC-Nationen-Pokal trafen die bereits fixgesetzten Neuseeländer auf die drei besten Mannschaften aus den South Pacific Games 2007 – Neukaledonien, Fidschi und Vanuatu.
Unter der Führung von Nationaltrainer Ricki Herbert erreichte das Team von Oktober 2007 bis November 2008 in den sechs Qualifikationsspielen fünf Siege und musste sich nur in der letzten Partie gegen Fidschi mit 0:2 geschlagen geben.
Zuvor war es dabei bereits zu einer Kontroverse gekommen, da sich die neuseeländischen Behörden weigerten dem Torhüter der fidschianischen Nationalmannschaft Simione Tamanisau ein Einreisevisum auszustellen. Grund dafür war, dass Tamanisaus Schwiegervater Mitglied des fidschianischen Militärregimes ist und Neuseeland auch keinen Familienangehörigen von Regimes-Mitgliedern die Einreise gewährt. Das Spiel zwischen Neuseeland und Fidschi wurde danach im fidschianischen Lautoka ausgetragen.
Als Sieger der zweiten Runde spielte Neuseeland in der Relegation gegen Bahrain, den Sieger des Play-offs zwischen den beiden Gruppendritten der vierten Runde der AFC-Qualifikation, um einen WM-Startplatz. Nachdem das Hinspiel in einem 0:0-Remis geendet hatte, gewann Neuseeland das Rückspiel nur vier Tage später vor heimischen Publikum mit 1:0.

### Zweite Runde
17. Oktober 2007:
Fidschi – Neuseeland 0:2 (0:1)
17. November 2007:
Vanuatu – Neuseeland 1:2 (1:0)
21. November 2007:
Neuseeland – Vanuatu 4:1 (3:0)
6. September 2008:
Neukaledonien – Neuseeland 1:3 (0:1)
10. September 2008:
Neuseeland – Neukaledonien 3:0 (0:0)
19. November 2008:
Neuseeland – Fidschi 0:2 (0:0)

### Relegation
10. Oktober 2009
Bahrain – Neuseeland 0:0 (0:0)
14. Oktober 2009
Neuseeland – Bahrain 1:0 (1:0)

## Neuseeländisches Aufgebot
Nationaltrainer Ricki Herbert gab seinen endgültigen WM-Kader bereits am 10. Mai 2010 und damit einen Monat vor Meldefrist bekannt. Infolge der im Mai 2009 durch die FIFA geänderten Richtlinien zum Verbandswechsel war es Neuseeland möglich, mehrere in Europa tätige Spieler für das Nationalteam zu gewinnen. Neben Rory Fallon und Michael McGlinchey, die bereits in den beiden Play-off-Spielen zum Einsatz kamen, entschieden sich anschließend auch der englische Juniorennationalspieler Tommy Smith und der dänische U-21-Nationalspieler Winston Reid zukünftig für Neuseeland zu spielen. Neben Reid ist Aaron Clapham der einzige Spieler, der ohne vorheriges Länderspiel in das WM-Aufgebot berufen wurde. Torhüter Glen Moss wurde nominiert, obwohl er aufgrund eines Platzverweises während der Qualifikation für die ersten beiden WM-Gruppenspiele gesperrt ist. Auf der 30 Spieler umfassenden vorläufigen Meldeliste wurden zudem Jacob Spoonley, Kosta Barbarouses, Andy Barron, Kris Bright, Chad Coombes, Cole Peverley und Aaron Scott geführt.
| Nr.               | Name               | Verein vor WM-Beginn  | Geburtstag | Spiele   | Tore     |          |          |          |          |
| Torhüter          | Torhüter           | Torhüter              | Torhüter   | Torhüter | Torhüter | Torhüter | Torhüter | Torhüter | Torhüter |
| ----------------- | ------------------ | --------------------- | ---------- | -------- | -------- | -------- | -------- | -------- | -------- |
| 1                 | Mark Paston        | Wellington Phoenix    | 13.12.1976 | 3        | 0        | 0        | 0        | 0        |          |
| 12                | Glen Moss          | Melbourne Victory     | 19.01.1983 | 0        | 0        | 0        | 0        | 0        |          |
| 23                | James Bannatyne    | Team Wellington       | 30.06.1975 | 0        | 0        | 0        | 0        | 0        |          |
| Abwehrspieler     |                    |                       |            |          |          |          |          |          |          |
| 2                 | Ben Sigmund        | Wellington Phoenix    | 03.02.1981 | 0        | 0        | 0        | 0        | 0        |          |
| 3                 | Tony Lochhead      | Wellington Phoenix    | 12.01.1982 | 3        | 0        | 1        | 0        | 0        |          |
| 4                 | Winston Reid       | FC Midtjylland        | 03.07.1988 | 3        | 1        | 1        | 0        | 0        |          |
| 5                 | Ivan Vicelich      | Auckland City FC      | 03.09.1976 | 3        | 0        | 0        | 0        | 0        |          |
| 6                 | Ryan Nelsen        | Blackburn Rovers      | 18.10.1977 | 3        | 0        | 2        | 0        | 0        |          |
| 17                | David Mulligan     | Vereinslos            | 24.03.1982 | 0        | 0        | 0        | 0        | 0        |          |
| 18                | Andrew Boyens      | New York Red Bulls    | 18.09.1983 | 0        | 0        | 0        | 0        | 0        |          |
| 19                | Tommy Smith        | FC Brentford          | 31.03.1990 | 3        | 0        | 1        | 0        | 0        |          |
| Mittelfeldspieler |                    |                       |            |          |          |          |          |          |          |
| 7                 | Simon Elliott      | Vereinslos            | 10.06.1974 | 3        | 0        | 0        | 0        | 0        |          |
| 8                 | Tim Brown          | Wellington Phoenix    | 06.03.1981 | 0        | 0        | 0        | 0        | 0        |          |
| 11                | Leo Bertos         | Wellington Phoenix    | 20.12.1981 | 3        | 0        | 0        | 0        | 0        |          |
| 13                | Andy Barron        | Team Wellington       | 24.12.1980 | 1        | 0        | 0        | 0        | 0        |          |
| 15                | Michael McGlinchey | FC Motherwell         | 07.01.1987 | 0        | 0        | 0        | 0        | 0        |          |
| 16                | Aaron Clapham      | Canterbury United     | 15.01.1987 | 0        | 0        | 0        | 0        | 0        |          |
| 21                | Jeremy Christie    | Tampa Bay Rowdies     | 22.05.1983 | 2        | 0        | 0        | 0        | 0        |          |
| 22                | Jeremy Brockie     | Newcastle United Jets | 07.10.1987 | 1        | 0        | 0        | 0        | 0        |          |
| Stürmer           |                    |                       |            |          |          |          |          |          |          |
| 9                 | Shane Smeltz       | Gold Coast United     | 29.09.1981 | 3        | 1        | 0        | 0        | 0        |          |
| 10                | Chris Killen       | FC Middlesbrough      | 08.10.1981 | 3        | 0        | 0        | 0        | 0        |          |
| 14                | Rory Fallon        | Plymouth Argyle       | 20.03.1982 | 3        | 0        | 1        | 0        | 0        |          |
| 20                | Chris Wood         | FC Barnsley           | 07.12.1991 | 3        | 0        | 0        | 0        | 0        |          |
| Trainer           |                    |                       |            |          |          |          |          |          |          |
|                   | Ricki Herbert      |                       | 10.04.1961 |          |          |          |          |          |          |

## Vorrunde
| Rang | Land       | Tore | Punkte |
| ---- | ---------- | ---- | ------ |
| 1    | Paraguay   | 3:1  | 5      |
| 2    | Slowakei   | 4:5  | 4      |
| 3    | Neuseeland | 2:2  | 3      |
| 4    | Italien    | 4:5  | 2      |

In der Vorrunde der Weltmeisterschaft 2010 in Südafrika traf die neuseeländische Fußballnationalmannschaft in der Gruppe F auf den Weltmeister Italien, Paraguay und die Slowakei. Gegen die Slowakei konnte die Mannschaft einen Rückstand in letzter Minute ausgleichen, gegen den hohen Favoriten Italien konnte man nach einer 1:0-Führung ebenfalls ein Unentschieden retten. Im letzten Spiel war ein torloses Unentschieden aber zu wenig. Obwohl die All Whites deutlich besser abgeschnitten hatten als bei der ersten Teilnahme 28 Jahre zuvor, wo man alle Spiele verloren hatte, schied die Mannschaft wieder nach der Vorrunde aus.
Neuseeland war die einzige Mannschaft bei der WM 2010, welche keines ihrer Spiele verlor.
- Dienstag, 15. Juni 2010; 13:30 Uhr in Rustenburg
 Neuseeland –  Slowakei 1:1 (0:0)

- Sonntag, 20. Juni 2010; 16:00 Uhr in Nelspruit
 Italien –  Neuseeland 1:1 (1:1)

- Donnerstag, 24. Juni 2010; 16:00 Uhr in Johannesburg
 Paraguay –  Neuseeland 0:0